# 류보미르 비슈뇨우스키
류보미르 비슈뇨우스키(슬로바키아어: Ľubomír Višňovský, 슬로바키아어 발음: [ˈʎubɔmiːr ˈʋiʂɲɔwskiː], 1976년 8월 11일~)는 슬로바키아의 은퇴한 아이스하키 선수로 포지션은 수비수이다. 슬로바키아 아이스하키 클럽인 슬로반 브라티슬라바에서 프로 선수 경력을 시작했으며, 이후 내셔널 하키 리그(NHL)의 로스앤젤레스 킹스, 에드먼턴 오일러스, 애너하임 덕스, 뉴욕 아일런더스 소속으로 뛰었다. 그는 NHL 통산 883경기 출전했으며, 178득점을 기록했다.
국제 대회에 슬로바키아 국가대표로 참가하였으며, 올림픽에 4번(1998년, 2002년, 2006년, 2010년) 출전했다. 또한 2002년 세계 아이스하키 선수권 대회에서 슬로바키아의 사상 첫 우승에 기여했다.

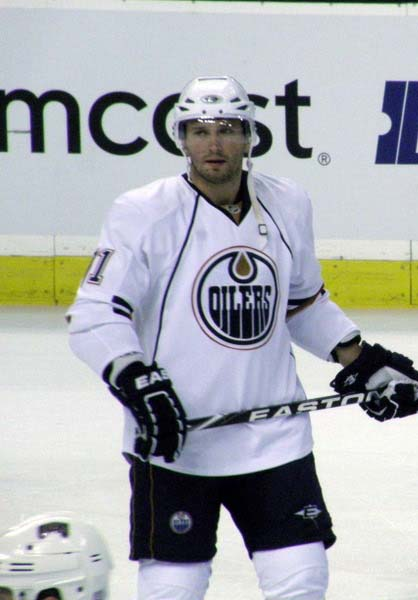
2009년 에드먼턴 오일러스 소속 시절의 비슈뇨우스키

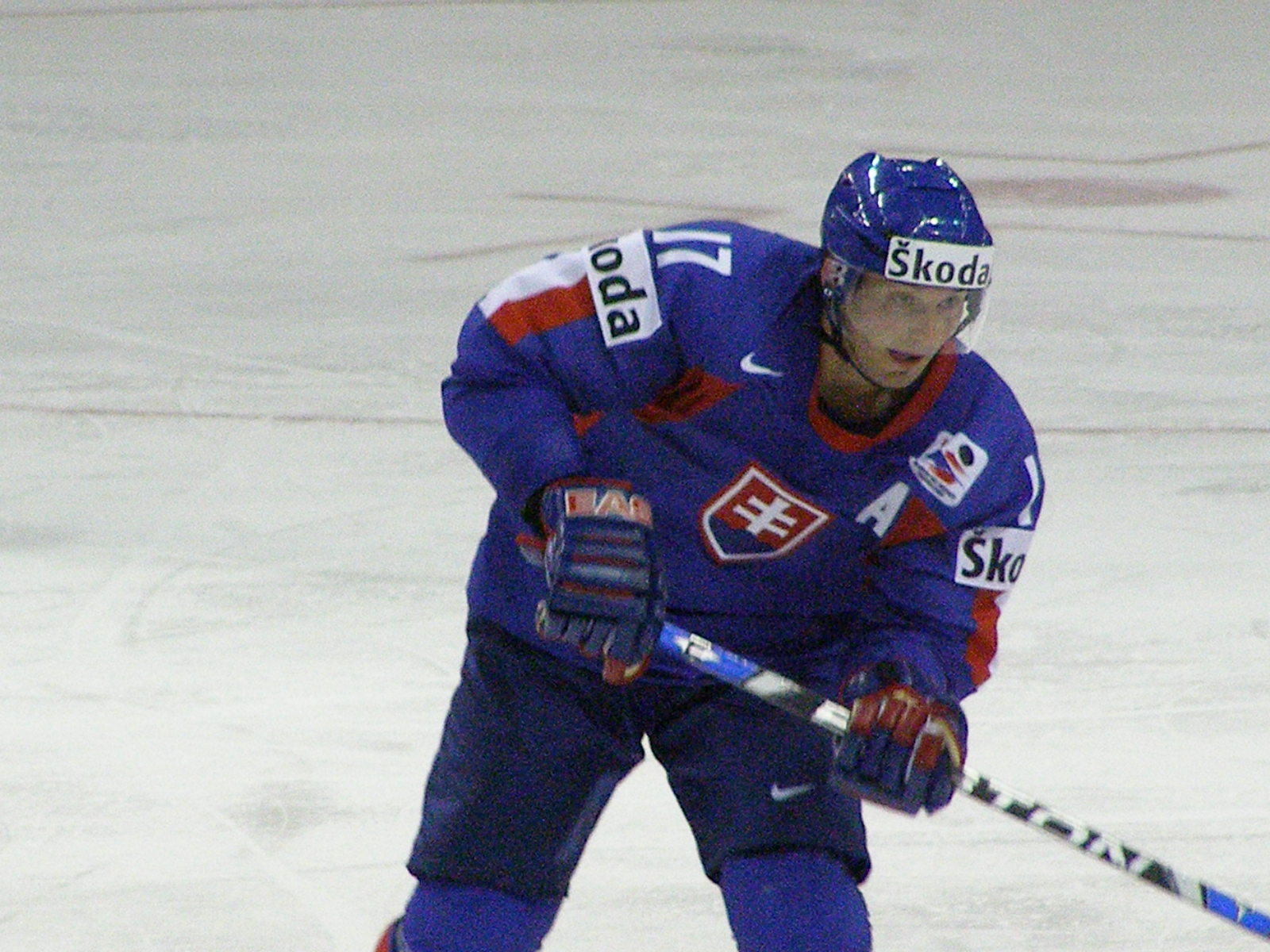
2008년 세계 선수권 대회 당시의 비슈뇨우스키